# Bailleul-sur-Thérain
Bailleul-sur-Thérain är en kommun i departementet Oise i regionen Hauts-de-France i norra Frankrike. Kommunen ligger i kantonen Nivillers som tillhör arrondissementet Beauvais. År 2022 hade Bailleul-sur-Thérain 2 328 invånare.

## Befolkningsutveckling
Antalet invånare i kommunen Bailleul-sur-Thérain
| Referens: INSEE |